# Яків Голота
Яків Голота (30 жовтня 1880, Бранешти, Буковина — 17 вересня 1964, м. Брно, Чехія) — культурно-освітній діяч Закарпаття.

## Біографія
Закінчив Коломийську гімназію в 1901 році. Після цього рік добровільно служив в австро-угорської армії. Після навчання у 1902—1906 роках на філософському факультеті Чернівецького університету отримав кваліфікацію середньошкільного професора української мови, історії та географії з правом викладання в школах з українською і німецькою мовами навчання. Працював є професором державної вчительської семінарії в Чернівцях, а згодом в гімназії у Вашківцях, де став її директором.
Воював на фронтах Першої світової війни у складі австро-угорської армії, куди його мобілізували 1 серпня 1914 року. З кінця 1918 року до 31 серпня 1920 року в складі Української галицької армії воює проти більшовиків. Після відступу УГА опинився в Чехословаччині, викладав на гімназійних семінарійних курсах у містах Ліберець та Йозефов. Через рік його як офіцера перевели сотні УГА, що перебувала в Ужгороді. Незабаром його призначили директором і професором Берегівської гімназії.
Але в Берегові йому довелося попрацювати недовго. У 1922 році Августин Штефан, який створив в Ужгороді торговельну академію, запросив Якова Голота на посаду професора руської (української) мови та історії новоствореної академії. У 1926 році перебрався до Мукачева, куди передислокувалася академія.
1 вересня 1938 року призначений директором учительської семінарії в Ужгороді на запрошення Августина Волошина. У листопаді 1938 року перебрався до Хуста, де разом з А. Штефаном створює міністерства шкільництва Карпатської України. Проте в Хусті затримався недовго, перебрався до Севлюша для допомоги у створенні там державної учительської семінарії, в яку набирали слухачів Ужгородської і Мукачівської семінарій, що не бажали залишатися на окупованій території.
13 березня 1939 року він з студентів семінарії організував курінь, який вступив у бій з угорськими військами, що наступали на Севлюш. 16 березня у Тячеві його затримали, під арештом він перебував 8 днів, після цього його випустили як офіцера австро-угорської армії. Про ці події виклав у спогадах «Від Королева до Хусту / Карпатська Україна в боротьбі».
Наприкінці березня 1939 році разом із дружиною перебрався до Відня, а незабаром опинився в місті Брно на Моравії. Незважаючи на його пенсійний вік, у роки Другої світової війни, був відправлений на примусові роботи в Німеччину та Австрію.
Після закінчення війни займався громадсько-політичною і культурно-освітньою роботою серед українців Чехословаччини.
Помер 17 вересня 1964 року у Брно і похований на центральному кладовищі міста.